# Koabbilävdshijävri
Kuoppilasjärvi eller Koahppelasavdsejavri eller Koabbilävdshijävri är en sjö i Finland. Den ligger i kommunen Utsjoki i landskapet Lappland, i den norra delen av landet, 1 100 km norr om huvudstaden Helsingfors. Koabbilävdshijävri ligger 276 meter över havet. Arean är 23,2 hektar och strandlinjen är 5,87 kilometer lång. Sjön  ingår i Tana älvs huvudavrinningsområde.   Omgivningarna runt Kuoppilasjärvi är i huvudsak ett öppet busklandskap.